# Міньнін
Міньні́н (спрощ.: 旻宁; кит. трад.: 旻寧; піньїнь: Mínníng), храмове ім'я Сюаньцзу́н (кит.: 宣宗; піньїнь: Xuānzōng; 16 вересня 1782 — 25 лютого 1850) — маньчжурський державний і політичний діяч, восьмий імператор династії Цін.

## Життєпис
Був другим сином і спадкоємцем імператора Юн'яня.
Вів боротьбу з контрабандистами в Південному Китаї, що призвела до Першої опіумної війни з Великою Британією у 1839-1842. Після поразки у війні змушений підписати Нанкінський договір, що скасовував ізоляціоністську політику «закритих морів». Згодом уклав угоди з імперіалістичними країнами Європи та США, які розпочали колоніальну гонку в Азії.
Девіз правління — Даоґуан.

## Імена
- Посмертне ім'я — Імператор Чен.
- Храмове ім'я — Сюаньцзун.
- Інше ім'я, що походить від девізу правління, — Імпера́тор Даоґуа́н.
- До інтронізації мав ім'я Мяньні́н.